# José Chinchilla y Díez de Oñate
José Chinchilla y Díez de Oñate (castellà: José Chinchilla)  (Marbella, 20 de març de 1839 - Madrid, 11 de març de 1899) va ser un militar espanyol, ministre, senador i governador de Cuba.

## Biografia
Era fill de José María Chinchilla i de Manuela Díez de Oñate y Prados. Els seus germans eren Juan Chinchilla (1836-1897) Senador, diputat i Auditor General de l'Exèrcit, Joaquín Chinchilla (1841-1917) advocat, senador i Intendent d'Hisenda a les Filipines, i Rafaela Chinchilla (1832-1876) àvia de José Ortega y Gasset. Es va casar en 1859 amb Ana del Valle y Iznaga, filla d'Antonio Modesto del Valle y Castillo i María Natividad Iznaga y del Valle, nascuda en 1838 a Sancti Spíritus, Cuba.

### Carrera
Va ingressar en l'exèrcit en 1855, com a sotstinent d'infanteria, a l'any següent, durant els successos esdevinguts per la crisi de la coalició entre Espartero i O'Donnell es va distingir per la seva valentia combatent als revoltats. En 1857 va acompanyar a Cuba al general Serrano com a ajudant, prenent part en la campanya de Santo Domingo i aconseguint pels seus mèrits el grau de comandant. Es va traslladar a Mèxic en 1862, on va intervenir, sota el comandament del general Joan Prim en l'expedició a Mèxic, provocada per la suspensió de pagaments del govern de Benito Juárez.
Va tornar a Madrid i al juny de 1866 va participar contra la intentona revolucionària encapçalada des de l'exili pel general Joan Prim i coneguda com revolta de la caserna de San Gil, en la seva repressió, va estar al costat del general Serrano de qui tornava a ser ajudant, i la seva valentia li va valer l'ascens a tinent coronel.
Més tard va participar en la guerra de Cuba, sent ferit de gravetat el 4 de maig de 1870, és recompensat amb l'ascens a Brigadier. Entre 1874 i 1876 va combatre en la Tercera Guerra Carlina es va distingir notablement en la batalla de San Pedro Abanto, i fou ascendit a Mariscal de Camp.
En 1881 torna a Cuba per ser el comandant general de les Viles i segon cap de les illes, la seva carrera militar va anar en ascens primer a tinent general i més tard fou nomenat Capità General de Madrid i Director General de la Guàrdia Civil en 1888 i 1899.
En la legislatura de 1887-88 fou escollit senador per la província de l'Havana i l'11 de desembre de 1888 va ser nomenat Ministre de la Guerra en el gabinet presidit per Sagasta càrrec que va exercir fins al 21 de gener de 1890. Va ser nomenat, el 25 de febrer de 1890, Governador General Capità General de l'Illa de Cuba i finalment en
la legislatura 1893-94 és nomenat senador vitalici.